# Ingrid Bennewitz
Ingrid Bennewitz (* 14. Dezember 1956 in Zell am See) ist eine österreichisch-deutsche germanistische Mediävistin. Sie war von 1995 bis 2023 Inhaberin des Lehrstuhls für Deutsche Philologie des Mittelalters an der Otto-Friedrich-Universität Bamberg. Sie war mit dem Mediävisten Hans-Joachim Behr verheiratet.

## Leben
Ingrid Bennewitz studierte Germanistik, Musikwissenschaft und Philosophie an den Universitäten Salzburg und Münster/Westfalen sowie an der Hochschule für Musik und Darstellende Kunst Mozarteum Klassische Gitarre, Renaissance-Laute und Aufführungspraxis der Alten Musik. Sie schloss 1983 das Studium mit der Magister Artium-Prüfung (Hauptfach Musikwissenschaft) an der Universität Münster mit Auszeichnung ab. Ein Jahr danach erfolgte die Promotion im Fach Germanistik an der Universität Salzburg. Anschließend erhielt sie ein Postdoc-Stipendium der Deutschen Forschungsgemeinschaft. Von 1985 bis 1986 übernahm Bennewitz Lehraufträge bei Ulrich Müller an der Universität Salzburg sowie bei Jan-Dirk Müller an der Universität Hamburg. Nach der Vertretung einer wissenschaftlichen Assistenzstelle an der Universität Erlangen-Nürnberg folgten regelmäßige Lehraufträge. Nachdem sie sich 1993 habilitiert hatte, übernahm sie eine Assistenzprofessur an der Universität Salzburg. Im Jahr darauf folgte die Vertretung einer Professur an der Universität Chemnitz-Zwickau. 1995 erhielt sie einen Ruf an die Universität Bamberg und war seitdem dort Inhaberin des Lehrstuhls für Deutsche Philologie des Mittelalters. Im Jahr 2023 wurde sie emeritiert.

## Forschungsschwerpunkte
Seit 1979 war Ingrid Bennewitz am Salzburger Neidhart-Projekt unter der Leitung von Ulrich Müller und Franz Viktor Spechtler beteiligt, das 2007 mit dem Erscheinen der Salzburger Neidhartedition (SNE) abgeschlossen wurde. Bis heute beschäftigt sich Bennewitz mit dem mittelalterlichen Minnesänger Neidhart, was neben einer Vielzahl wissenschaftlicher Publikationen auch aktuell in der Konzeption eines weiteren Projektes Ausdruck findet, das die Online-Edition der Lieder Neidharts im Rahmen der Forschungsrichtung New Philology vorsieht. Daneben liegen ihre Interessenschwerpunkte in der gender-Forschung, der Rezeption mittelalterlicher Stoffe und Werke in der Neuzeit sowie der Vermittlung von Sprache und Literatur des Mittelalters in der Schule. Darüber hinaus zeichnet sich ihre Forschung und Lehre durch eine breit ausgerichtete interdisziplinäre und internationale Aufstellung aus. So bekleidete Bennewitz mehrfach das Amt der geschäftsführenden Direktorin des Zentrums für Mittelalterstudien (ZEMAS) der Universität Bamberg.

## Schüler
Habilitiert haben sich bei Ingrid Bennewitz unter anderem Gert Hübner, Andrea Grafetstätter und Andrea Schindler.

## Ehrungen und Preise
- 1994: Kardinal-Innitzer-Förderungspreis für Geisteswissenschaften
- 1995: SANDOZ-Preis für Geisteswissenschaften

## Dissertations- und Habilitationsschrift
- Original und Rezeption. Funktions- und überlieferungsgeschichtliche Studien zur Neidhart-Sammlung R. Dissertation Göppingen 1987 (= Göppinger Arbeiten zur Germanistik. Band 437). Kümmerle Verlag, Göppingen 1987, ISBN 3-87452-668-2.
- Die SCHRIFT des Minnesangs und der TEXT des Editors. Studien zur Minnesang-Überlieferung im „Hausbuch“ des Michael de Leone (Minnesang-Handschrift E). Eingereicht als Habil.-Schrift an der Geisteswissenschaftlichen Fakultät der Universität Salzburg. (nicht publiziert)

## Veröffentlichungen (Auswahl)
- Zusammen mit Jutta Eming und Johannes Traulsen: Gender Studies – Queer Studies – Intersektionalität. Eine Zwischenbilanz aus mediävistischer Perspektive. V&R unipress, Göttingen 2019, ISBN 978-3-8471-1062-0.
- Wenig erwählt. Frauenfiguren des Mittelalters bei Thomas Mann. In: Thomas Mann-Jahrbuch 25. Hg. v. Thomas Sprecher, Ruprecht Wimmer und Hans Wißkirchen. Frankfurt/M. 2012, S. 59–73.
- Von Falkenträumen und Rabenmüttern: Nibelungische Mutter-Kind-Beziehungen. In: Generationen und Gender in mittelalterlicher und frühneuzeitlicher Literatur (= Bamberger Interdisziplinäre Mittelalterstudien. Band 3). Hg. von Dina De Rentiis und Ulrike Siewert. Bamberg 2009, S. 37–52.
- Zusammen mit Ulrich Müller und Franz Viktor Spechtler: Neidhart-Lieder. Texte und Melodien sämtlicher Handschriften und Drucke (= SNE: Salzburger Neidhart-Edition.) 3 Bände. De Gruyter, Berlin 2007, ISBN  978-3-11-019136-3.
- Kriemhild und Kudrun: Heldinnen-Epik statt Helden-Epik. In: 7. Pöchlarner Heldenliedgespräch. Mittelhochdeutsche Heldendichtung außerhalb des Nibelungen- und Dietrichkreises (Kudrun, Ortnit, Waltharius, Wolfdietriche) (= Philologica Germanica. Band 25). Hg. von Klaus Zatloukal. Wien 2003, S. 9–20.
- Alte „Neue“ Philologie? Zur Tradition eines Diskurses. In: ZfdPh 116 (1997), Sonderheft: Philologie als Textwissenschaft. Hg. v. Helmut Tervooren und Horst Wenzel, S. 46–61.
- „Der Frauwen Buoch“. Versuche zu einer feministischen Mediävistik (= Göppinger Arbeiten zur Germanistik. Band 517). Kümmerle Verlag, Göppingen 1989, ISBN 3-87452-756-5.

## Festschrift
- Mediävistische Perspektiven im 21. Jahrhundert. Festschrift für Ingrid Bennewitz zum 65. Geburtstag. Hrsg. von Andrea Schindler unter Mitarbeit von Detlef Goller und Sabrina Hufnagel. Wiesbaden 2021, ISBN 978-3-7520-0598-1.

## Reihenherausgeberschaften
- Reihe Bamberger Germanistische Mittelalter- und Frühneuzeit-Studien
- Reihe Bamberger Studien zum Mittelalter (Lit-Verlag)
- Reihe Bamberger interdisziplinäre Mittelalterstudien
- Reihe Mimasch-Mittelalter macht Schule (zusammen mit Detlef Goller)

## Mitgliedschaften und Funktionen (Auswahl)
- Oswald-von-Wolkenstein-Gesellschaft, 1. Vorsitzende des Vorstands
- Mediävistenverband e.V., Mitglied in Beirat und Vorstand
- Hochschulgermanistik in Bayern e.V., geschäftsführendes Mitglied des Vorstandes
- federführende Vertrauensdozentin der Studienstiftung des deutschen Volkes